# هوريكان (يوتا)
هوريكان (بالإنجليزية: Hurricane, Utah)‏ هي مدينة تقع في الولايات المتحدة في مقاطعة واشنطن، يوتا. يقدر عدد سكانها بـ 14,362 نسمة ومساحتها 81.7 كم2 وترتفع عن سطح البحر 990 متر.

## التركيبة السكانية
حدّد مكتب تعداد الولايات المتحدة بيانات التركيبة السكانية لهوريكان في تعداد الولايات المتحدة. في ما يلي، التركيبة السكانية حسب تعدادي 2000 و2010.

### تعداد عام 2000
بلغ عدد سكان هوريكان 8,250 نسمة بحسب تعداد عام 2000، وبلغ عدد الأسر 2,762 أسرة وعدد العائلات 2,202 عائلة مقيمة في المدينة. في حين سجلت الكثافة السكانية 59.4 نسمة لكل كيلومتر مربع (153.8/ميل2). وبلغ عدد الوحدات السكنية 3,375 وحدة بمتوسط كثافة قدره 24.3 لكل كيلومتر مربع (62.9/ميل2).
وتوزع التركيب العرقي للمدينة بنسبة 95.89% من البيض و0.16% من الأمريكيين الأفارقة و0.96% من الأمريكيين الأصليين و0.25% من الأمريكيين ذوي الأصول الآسيوية و0.29% من سكان جزر المحيط الهادئ و1.16% من الأعراق الأخرى و1.28% من عرقين مختلطين أو أكثر و2.72% من الهسبانيون أو اللاتينيون من أي عرق.
بلغ عدد الأسر 2,762 أسرة كانت نسبة 40.8% منها لديها أطفال تحت سن الثامنة عشر تعيش معهم، وبلغت نسبة الأزواج القاطنين مع بعضهم البعض 70% من أصل المجموع الكلي للأسر، ونسبة 7.1% من الأسر كان لديها معيلات من الإناث دون وجود شريك،  بينما كانت نسبة 2.6% من الأسر لديها معيلون من الذكور دون وجود شريكة وكانت نسبة 20.3% من غير العائلات. تألفت نسبة 18% من أصل جميع الأسر من عدة أفراد يعيشون في نفس المنزل ونسبة 9.3% كانت تتألف من شخص يعيش بمفرده يبلغ من العمر 65 عاماً أو أكثر. وبلغ متوسط حجم الأسرة المعيشية 2.97، أما متوسط حجم العائلات فبلغ 3.38.
بلغ العمر الوسطي للسكان 31.5 عاماً. وكانت نسبة 32.8% من القاطنين تحت سن الثامنة عشر، وكانت نسبة 9.5% بين الثامنة عشر والرابعة والعشرين عاماً، ونسبة 21.6% كانت واقعةً في الفئة العمرية ما بين الخامسة والعشرين والرابعة والأربعين عاماً، ونسبة 19.1% كانت ما بين الخامسة والأربعين والرابعة والستين، ونسبة 16.4% كانت ضمن فئة الخامسة والستين عاماً فما فوق. يوجد لكل 100 أنثى 98.5 ذكر، ويوجد لكل 100 أنثى في الثامنة عشر من عمرها فما فوق 95.1 ذكر.
بلغ متوسط دخل الأسرة في المدينة 32,865 دولارًا، أما متوسط دخل العائلة فبلغ 36,955 دولارًا. وكان متوسط دخل الذكور 30,172 دولارًا مقابل 19,588 دولارًا للإناث. وسجل دخل الفرد الخاص بالمدينة 13,353 دولارًا. وكانت نسبة 10.8% من العائلات ونسبة 13.1% من السكان تحت خط الفقر، وكان من هؤلاء نسبة 20% تحت سن الثامنة عشر ونسبة 5.9% في الخامسة والستين من العمر وما فوق.

### تعداد عام 2010
بلغ عدد سكان هوريكان 13,748 نسمة بحسب تعداد عام 2010، وبلغ عدد الأسر 4,609 أسرة وعدد العائلات 3,545 عائلة مقيمة في المدينة. في حين سجلت الكثافة السكانية 99 نسمة لكل كيلومتر مربع (256.4/ميل2). وبلغ عدد الوحدات السكنية 5,461 وحدة بمتوسط كثافة قدره 39.3 لكل كيلومتر مربع (101.8/ميل2).
وتوزع التركيب العرقي للمدينة بنسبة 91.32% من البيض و0.52% من الأمريكيين الأفارقة و1.29% من الأمريكيين الأصليين و0.51% من الأمريكيين ذوي الأصول الآسيوية و0.82% من سكان جزر المحيط الهادئ و3.20% من الأعراق الأخرى و2.33% من عرقين مختلطين أو أكثر و7.17% من الهسبانيون أو اللاتينيون من أي عرق.
بلغ عدد الأسر 4,609 أسرة كانت نسبة 37.1% منها لديها أطفال تحت سن الثامنة عشر تعيش معهم، وبلغت نسبة الأزواج القاطنين مع بعضهم البعض 65.4% من أصل المجموع الكلي للأسر، ونسبة 8% من الأسر كان لديها معيلات من الإناث دون وجود شريك،  بينما كانت نسبة 3.5% من الأسر لديها معيلون من الذكور دون وجود شريكة وكانت نسبة 23.1% من غير العائلات. تألفت نسبة 19.5% من أصل جميع الأسر من عدة أفراد يعيشون في نفس المنزل ونسبة 9.7% كانت تتألف من شخص يعيش بمفرده يبلغ من العمر 65 عاماً أو أكثر. وبلغ متوسط حجم الأسرة المعيشية 2.87، أما متوسط حجم العائلات فبلغ 3.32.
بلغ العمر الوسطي للسكان 33.5 عاماً. وكانت نسبة 29.9% من القاطنين تحت سن الثامنة عشر، وكانت نسبة 8.1% بين الثامنة عشر والرابعة والعشرين عاماً، ونسبة 24% كانت واقعةً في الفئة العمرية ما بين الخامسة والعشرين والرابعة والأربعين عاماً، ونسبة 20.7% كانت ما بين الخامسة والأربعين والرابعة والستين، ونسبة 17.4% كانت ضمن فئة الخامسة والستين عاماً فما فوق. وتوزع التركيب الجنسي للسكان بنسبة 50.4% ذكور و49.6% إناث.

## أعلام
- دون ليو جوناثان